# Station De Klinge
Station De Klinge is een voormalig spoorwegstation langs het afgebroken deel van spoorlijn 54 (Mechelen - Sint-Niklaas - Terneuzen) in De Klinge, een deelgemeente van de gemeente Sint-Gillis-Waas. In 1975 werd de goederenkoer gesloten. Het personenvervoer werd reeds stopgezet in 1952.
Zoals de meeste stations werd dit station gebouwd toen Leopold II koning was van België. Hij liet in alle dorpen en steden allerlei voorzieningen aan leggen: elke gemeente werd voorzien van een station, een schoolgebouw en ook het wegennet werd sterk verbeterd. Men vertelt dat ook Leopold II tot aan het station van De Klinge reisde om zijn tocht verder te zetten naar Prosperpolder-Kieldrecht om met enkele edellieden een jachtpartijtje te organiseren.
Naast het voormalig station stond een quarantaine. Ze diende om de te vervoeren dieren eerst in afzondering te houden zodat er geen zieke dieren konden vervoerd worden. Er was een groot woonhuis voor de veearts en twaalf stenen stallen, met capaciteit voor 250 dieren. Het gehele terrein was volledig ommuurd. Vanaf 1949 is het woonhuis overgenomen door de Douane. Er was ook een grote tuin met fruitbomen naast de spoorlijn. Het stond op het terrein waar later basisschool De Bron gevestigd is.
Voor het station lag hotel Op de Heide. Voorname lieden konden daar de nacht doorbrengen. In de jaren 30 van de vorige eeuw verbleven daar veel douaniers. De voormalige Stationsstraat veranderde van naam na de fusie met Sint-Gillis in 1976. Momenteel heet deze straat de Heidestraat, naar het vroegere hotel.
Het station bezat ook een bewaakte overweg. Tot begin jaren zestig draaide de bareelwachtster de slagbomen (ijzeren afsluiting op rails) open ter hoogte van de Polenlaan.
2,0: Leest ·
5,0: Tisselt ·
6,9: Blaasveld ·
8,3: Willebroek ·
10,2: Kalfort ·
13,6: Puurs ·
17,5: Bornem ·
21,0: Temse ·
24,6: Eigenlo ·
29,2: Sint-Niklaas ·
32,7: Sint-Pauwels ·
33,2: Sint-Gillis-Waas ·
35,2: Kalf ·
37,5: De Klinge ·
47,9: Hulst ·
52,8: Kijkuit ·
57,5: Axel ·
63,0: Sluiskil ·
66,7: Terneuzen